# 고압산소치료
고압산소치료는 호흡 매체 중 불활성 기체의 부분압을 생체의 조직압과 차이를 두게 하는 치료 방법이다.

## 상세
통상적으로 한국에는 연탄가스중독이 많고 많은 병원에서 고압산소치료를 연탄가스 중독에 사용하였다. 연탄가스치료를 위해서는 단순하게 혈액 중 산소 농도를 높이기 위해 대기압보다 기압이 높은 방 안에서 고농도의 산소를 흡입하는 치료법이라는 고압산소치료의 특수한 한 형태로 충분하다. 그러나 현실적으로 상업다이빙이나 테크니컬 잠수를 수행하는 커뮤니티에서는 이러한 정의를 받아들이기 어렵다. 실제로 챔버의 압력이 높아질 수록, 사용하는 호흡기체에서 산소의 농도는 낮아진다. 통상적으로 4% 정도의 산소농도를 가진 기체가 사용된다. 영화 어비스 등에서 보여주었듯이 때로는 호흡 매체로 기체가 아닌 유체가 사용되기도 한다. 그러나 전문적인 잠수의학자가 아니면 통상의 고압, 고농도 산소라는 정의로 충분하다. 감압질환의 치료가 아닌 통상적인 병원에서는 치료기체로 순산소(100%)가 선호되기 때문이다. 
실제 상업다이빙 현장에서는 수면에 재압챔버를 비치하고 50%산소 농도의 나이트록스나, 헬륨을 호흡기체로 사용한다. 압력이 높아지면 산소 독성이 커지기 때문에 순산소를 사용할 수 있는 것은 수심 60Ft, 즉 20미터 까지이다. 산업현장에서는 4% 산소 기체를 사용하기도 한다. 잠수의사는 필요하다면 165Ft, 혹은 220Ft까지 가압하는 것이 일상적이다. 그런데 병원에 있는 일산화탄소 중독을 치료하는 의사들은 45Ft/60Ft의 치료 깊이만 경험을 가지고 있다. 이 깊이에서 단순하게 연탄가스 중독을 치료하는 고압의학과 감압질환을 다루는 잠수의학의 경계선이 그어진다.